# Succhione

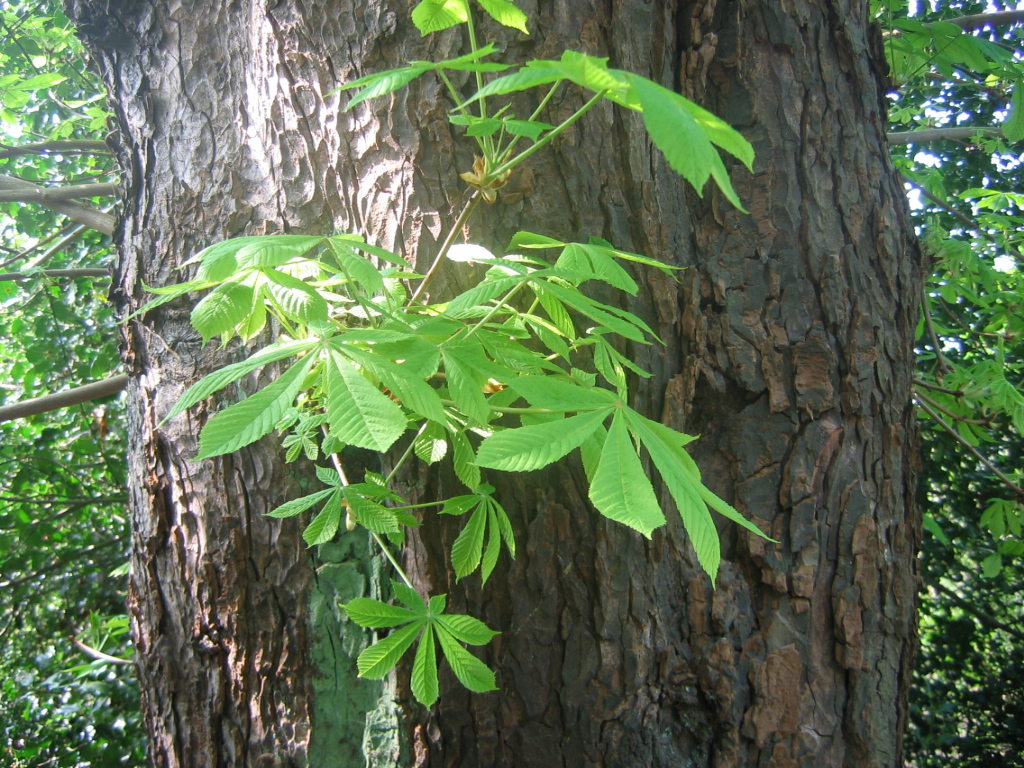
Giovane succhione su di un ippocastano.

Il succhione o poppatone è il germoglio, in una pianta legnosa, che origina da una gemma latente, ovvero da una gemma rimasta in dormienza per un numero indefinito di stagioni. Per questa caratteristica, i succhioni emergono dal fusto o da rami legnosi di più anni di età, generalmente alla loro base. Solitamente vigoroso ed a marcato sviluppo verticale, per la sua competizione trofica nei confronti di altri germogli tende a prendere il sopravvento. L'habitus è prettamente giovanile e talvolta è spinescente, come si verifica frequentemente, ad esempio, negli agrumi.
Il succhione è detto anche ricaccio o cacchio. Parente stretto del succhione è il pollone, che però si origina alla base del fusto o direttamente dalla radice. 
Nella potatura di produzione ordinaria è soggetto al taglio, sottraendo nutrimento agli altri rami fioriferi, a meno dell'esigenza di una ristrutturazione della geometria della pianta.

## Terminologia

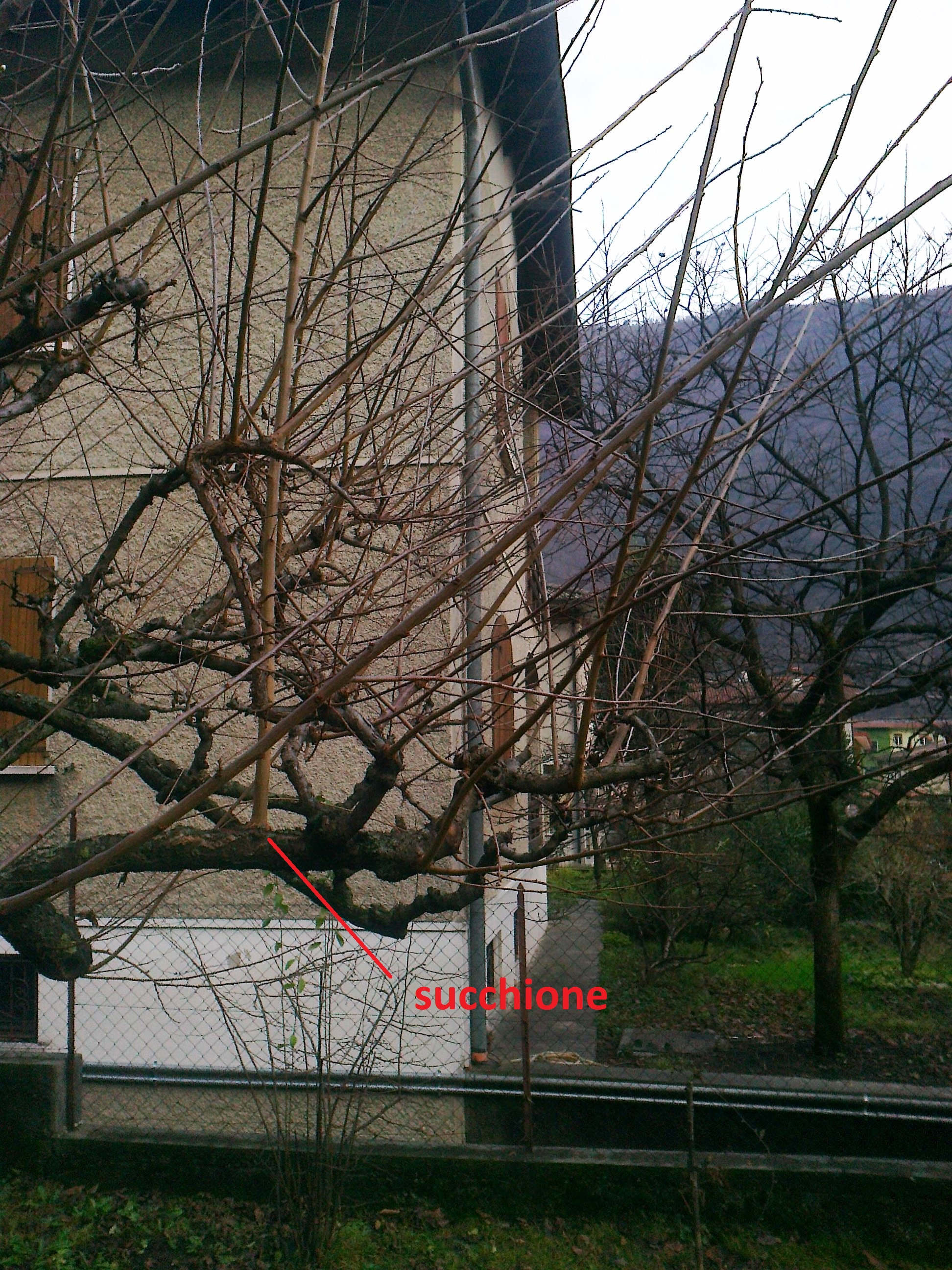
Albero da frutto infestato da succhioni.

Si distinguono vari tipi di succhione: 
- succhione naturale, quello che nasce immediatamente dall'innesto e da qualsiasi rami o branche;
- rimessiticcio selvatico, quello che spunta al di sotto dell'innesto e del tronco stesso;
- semisucchione, quello che è meno forte del precedente, ma che proviene dalla medesima parte dell'albero;
- succhione artificiale, quello che viene fatto sviluppare intenzionalmente, allo scopo di correggere eventuali difetti nell'impalcatura scheletrica di una pianta o sostituire branche deteriorate.

Nel mondo agricolo i succhioni vengono ulteriormente suddivisi, in gergo, tra maschi e femmine; i primi sono i succhioni veri e propri (non hanno altri rametti secondari), i secondi possiedono rametti secondari (a volte possono evolvere, in talune specie di albero da frutto, in fruttiferi).

## Funzione biologica dei succhioni
In tutte le piante legnose vengono prodotte diverse tipologie di gemme vegetative (gemme a legno) riconducibili a tre tipi:
- gemma pronta
- gemma dormiente
- gemma latente

Le gemme pronte sono quelle che germogliano nella stessa stagione e danno origine a germogli secondari, detti spesso femminelle, che sono portati da germogli dello stesso anno. 
Le gemme dormienti germogliano nella stagione successiva e danno origine a germogli che provvedono al rinnovo annuale della vegetazione. 
Le gemme latenti, sono spesso rappresentate dalle gemme basali oppure da sottogemme. Queste gemme non germogliano ma restano in stato di latenza per più anni.
Per effetto dell'accrescimento secondario in diametro, le gemme latenti tendono ad essere ricoperte dal legno di nuova deposizione, perciò il loro asse vegetativo subisce un piccolo accrescimento in lunghezza per seguire l'incremento in diametro del legno secondario. Per effetto di questo accrescimento, le gemme latenti restano nascoste dalla corteccia nello strato superficiale del legno.
L'emissione del succhione (tipicamente da gemme dormienti, spesso da diverse stagioni), nella fisiologia delle piante legnose, è un fenomeno di compensazione tra un principio di squilibrio fra apparato radicale e apparato vegetativo aereo: in caso di deficienza nella ramificazione, si ha il germogliamento di un certo numero di gemme avventizie con conseguente emissione di succhioni. Questo evento si verifica in modo intenso quando la chioma subisce una drastica e improvvisa decurtazione a causa di traumi meccanici, incendi, interventi cesori più o meno drastici. L'emissione dei succhioni è inoltre un evento ordinario nelle specie a portamento cespuglioso oppure basitono quando sono potate secondo forme di allevamento la cui geometria si discosta più o meno notevolmente dal portamento naturale. Ad esempio, il portamento basitono-cespuglioso dell'olivo è alla base dell'emissione di un numero notevole di succhioni, ogni anno, dal centro della chioma con sistemi di allevamento a vaso policonico, mentre è meno intenso nelle forme allevate a monocono o a globo.

## Trattamento dei succhioni nella potatura
Anche un non esperto riconosce in una pianta da frutto i succhioni: sono rami che crescono dritti in verticale, snelli e rigogliosi, con corteccia più liscia e chiara delle branche fruttifere, senza frutti e, in autunno, sono gli ultimi a perdere le foglie.
Il trattamento dei succhioni non è facile: la loro emissione e la regolazione dello sviluppo seguono infatti le esigenze naturali della pianta perciò sono destinati a prendere il sopravvento. Ad esempio, in un sistema a vaso, le branche primarie e quelle secondarie hanno disposizione e inclinazione finalizzate a rendere uniforme la penetrazione della luce nella chioma; l'emissione di un succhione su una branca primaria comporterà lo sviluppo di un germoglio verticale e molto vigoroso, destinato ad ombreggiare le branche secondarie sottostanti, meno favorite in virtù della loro geometria. I succhioni tendono inoltre ad avere, per un certo tempo, un habitus giovanile, perciò la loro attività è prettamente vegetativa e non contribuisce alla produzione.
Gli interventi di potatura devono fondamentalmente ridurre la capacità di competizione del succhione, tuttavia si deve tener presente che ci sarà comunque una risposta successiva della pianta, che tenderà a correggere gli interventi che ripristinano la geometria prima dell'emissione del succhione. Il danno principale causato dal succhione, inoltre, si verifica in due fasi: 
- in una fase iniziale, in cui avviene l'accrescimento in lunghezza, il succhione si comporta come un sito di richiamo delle sostanze nutritive, entrando perciò in competizione con gli organi riproduttivi dislocati nelle branche fruttifere. Il succhione crea dunque uno squilibrio fra attività vegetativa e attività riproduttiva a scapito di quest'ultima;
- in una fase successiva, in cui si è completato lo sviluppo della vegetazione associata al succhione, si verifica la competizione nei confronti delle branche sottostanti nella cattura della luce; queste ultime, trovandosi in una condizione di sfavore saranno destinate a soccombere.

Per quanto concerne il tipo di trattamento, vanno tenuti in considerazione le seguenti risposte:
- la rimozione completa con taglio netto alla base, in corrispondenza della corona, induce la pianta ad emettere nuovi succhioni dalle sottogemme o da altre gemme latenti presenti sulla branca in prossimità del succhione; in genere la pianta risponde con l'emissione di più succhioni che avranno lo stesso comportamento di quello rimosso;
- il taglio corto, eseguito lasciando uno sperone, comporta il germogliamento delle gemme basali con l'emissione di una ramificazione secondaria nell'ambito della quale i germogli più favoriti tendono ad assumere lo stesso comportamento del succhione; in definitiva la pianta risponde compensando la rimozione del succhione con una geometria ancora più complessa;
- il taglio lungo, con una spuntatura di raccorciamento, ha effetto di regolazione della competizione nell'ambito del succhione, ma non risolve il problema della competizione del succhione nei confronti delle branche sottostanti;
- l'inclinazione o la curvatura del succhione riducono nel complesso la vigoria del succhione, rendendolo meno competitivo nei confronti delle branche sottostanti;
- l'incisione anulare accelera il passaggio dalla fase vegetativa alla fase riproduttiva all'interno del succhione.

In definitiva, gli interventi sui succhioni devono essere eseguiti fin dalle prime fasi e perciò rientrano nelle ordinarie operazioni da eseguirsi con la potatura verde. Il taglio dei rami sviluppati dai succhioni, nella potatura invernale, è invece un intervento tardivo, finalizzato a correggere la geometria della pianta quando non si è intervenuti efficacemente con la potatura verde. Per limitare la tendenza ad emettere succhioni di sostituzione o rami secondari, il succhione va rimosso completamente strappandolo dalla base invece di un taglio con le forbici; questa operazione si può solo eseguire solo subito dopo l'emissione del succhione, quando i suoi tessuti non sono ancora lignificati. Con la potatura invernale, invece, si deve tagliare il succhione alla base, riservandosi di intervenire successivamente sui succhioni di sostituzione nella potatura verde.
Se non si trattano i succhioni nel tempo diventano molto lunghi cioè sviluppati in altezza, non consentendo, quindi, di raccogliere i frutti agevolmente.
Interventi alternativi non cesori, come l'inclinazione e la curvatura, vanno abbinati all'incisione anulare, per accelerare la messa a frutto del succhione, e comunque sono ammissibili solo se compatibili con la geometria del sistema di allevamento adottato. In questi casi il succhione viene infatti lasciato perché entrerà a far parte della produzione e ci si deve perciò preoccupare di regolarne la vigoria e accelerare l'entrata in produzione. In pratica, forzando il succhione a svilupparsi curvato o fortemente inclinato, nel tempo può trasformarsi in branca fruttifera (il successo della tecnica è funzione della specie e, soprattutto, della gioventù del succhione).
Più efficace è tagliare corto (circa 20-30 cm, tranciando così la gemma apicale) il succhione costringendolo a svilupparsi in diametro e a lignificare per favorire l'emissione di getti secondari fruttiferi (le gemme a legno rimaste nel tratto lasciato emetteranno, l'anno dopo, germogli a frutto che emetteranno brandilli fruttiferi). Questo procedimento va rinnovato tutti gli anni: si scelgono i migliori succhioni (circa un terzo), gli altri due terzi vanno recisi alla corona di corteccia (come al solito). Una volta che la branca si è sviluppata poi si opereranno i consueti tagli si ritorno in corrispondenza del succhione diventato branchetta. Questo metodo è efficace per eliminare le branche esaurite (sono quelle quasi secche che tipicamente producono solo un singolo frutto all'apice del ramo), rinnovando la branca principale, con taglio di ritorno in corrispondenza del succhione allevato. In alcune specie (ad esempio caco e kiwi) la tecnica di sviluppare un succhione, non eliminandolo ma facendolo diventare legnoso e quindi, nel tempo, fruttifero nelle branche secondarie, ha frequente successo se si ha l'accortezza di attendere almeno 4-5 anni.

### Varietà soggette
Tra gli alberi da frutto più soggetti al fenomeno ci sono: caco, prugno, kiwi, olivo, vite, arancio, limone.